# Real Madrid Castilla 2014-2015
Questa voce raccoglie le informazioni riguardanti il Real Madrid Castilla nelle competizioni ufficiali della stagione 2014-2015.

## Stagione
La stagione 2014-2015 è cominciata con la nomina di Zinédine Zidane come nuovo allenatore della squadra. Il Real Madrid Castilla, che la stagione precedente era retrocesso dalla Segunda División, ha sostituito in questo modo il precedente allenatore Manolo Díaz. Il 29 agosto 2014, il direttore del Centro Nacional de Formación de Entrenadores Miguel Galán ha accusato Zidane di guidare la squadra senza il necessario patentino. Alla prima partita di campionato, infatti, Santiago Sánchez risultava essere ufficialmente l'allenatore del Real Madrid Castilla, con Zidane suo assistente; Galán ha dichiarato come a suo modo di vedere questo fosse solo un escamotage per aggirare il problema del patentino per l'ex calciatore francese.

## Maglie e sponsor
Le divise del Real Madrid Castilla sono identiche a quelle utilizzate dalla prima squadra. Lo sponsor tecnico per la stagione 2014-2015 è Adidas, mentre lo sponsor ufficiale è Fly Emirates.
| Casa | Trasferta | Terza divisa |

## Rosa
| N. |                    | Ruolo | Calciatore          |
| -- | ------------------ | ----- | ------------------- |
|    | Spagna (bandiera)  | P     | Alfonso Herrero     |
|    | Spagna (bandiera)  | P     | Jacob Sánchez       |
|    | Spagna (bandiera)  | P     | Rubén Yáñez         |
|    | Brasile (bandiera) | D     | Abner               |
|    | Spagna (bandiera)  | D     | Derik Osede         |
|    | Spagna (bandiera)  | D     | Diego Llorente      |
|    | Spagna (bandiera)  | D     | Javi Noblejas       |
|    | Spagna (bandiera)  | D     | Fran Rodríguez      |
|    | Spagna (bandiera)  | D     | Jaime Sánchez Muñoz |
|    | Spagna (bandiera)  | D     | Dani Suárez         |
|    | Uruguay (bandiera) | D     | Guillermo Varela    |
|    | Spagna (bandiera)  | C     | Sergio Aguza        |
|    | Perù (bandiera)    | C     | Cristian Benavente  |

| N. |                               | Ruolo | Calciatore         |
| -- | ----------------------------- | ----- | ------------------ |
|    | Francia (bandiera)            | C     | Enzo Fernández     |
|    | Spagna (bandiera)             | C     | Marcos Llorente    |
|    | Spagna (bandiera)             | C     | Álvaro Medrán      |
|    | Spagna (bandiera)             | C     | Javier Muñoz       |
|    | Norvegia (bandiera)           | C     | Martin Ødegaard    |
|    | Spagna (bandiera)             | C     | Lucas Torró        |
|    | Guinea Equatoriale (bandiera) | A     | Rubén Belima       |
|    | Spagna (bandiera)             | A     | Burgui             |
|    | Spagna (bandiera)             | A     | Raúl de Tomás      |
|    | Argentina (bandiera)          | A     | Marcos Legaz       |
|    | Rep. Dominicana (bandiera)    | A     | Mariano Díaz Mejía |
|    | Finlandia (bandiera)          | A     | Eero Markkanen     |
|    | Colombia (bandiera)           | A     | Juan Narváez       |

## Calciomercato

### Sessione estiva(dall'1/7 al 2/9)
| Arrivi | Arrivi           | Arrivi         | Arrivi     |
| R.     | Nome             | da             | Modalità   |
| ------ | ---------------- | -------------- | ---------- |
| D      | Abner            | Coritiba       | definitivo |
| D      | Guillermo Varela | Manchester Utd | prestito   |
| A      | Eero Markkanen   | AIK            | definitivo |

| Partenze | Partenze        | Partenze            | Partenze      |
| R.       | Nome            | a                   | Modalità      |
| -------- | --------------- | ------------------- | ------------- |
| P        | Tomás Mejías    | Middlesbrough       | definitivo    |
| P        | Javi Olmedo     |                     | svincolato    |
| D        | Leandro Cabrera |                     | svincolato    |
| D        | Jorge Casado    |                     | svincolato    |
| D        | Jorge Pulido    |                     | svincolato    |
| D        | Lucas Vázquez   | Espanyol            | prestito      |
| C        | Kiko Femenía    |                     | svincolato    |
| C        | Borja García    | Córdoba             | prestito      |
| C        | Omar Mascarell  | Derby County        | prestito      |
| C        | Gonzalo Melero  |                     | svincolato    |
| C        | Óscar Plano     |                     | svincolato    |
| C        | Quini           |                     | svincolato    |
| C        | José Rodríguez  | Deportivo La Coruña | prestito      |
| C        | Rubén Sobrino   |                     | svincolato    |
| A        | Antonio Rozzi   | Lazio               | fine prestito |

### Sessione invernale(dal 3/1 al 2/2)
| Arrivi | Arrivi          | Arrivi       | Arrivi     |
| R.     | Nome            | da           | Modalità   |
| ------ | --------------- | ------------ | ---------- |
| C      | Martin Ødegaard | Strømsgodset | definitivo |

| Partenze | Partenze | Partenze | Partenze |
| R.       | Nome     | a        | Modalità |
| -------- | -------- | -------- | -------- |

## Risultati

### Segunda División B

#### Girone di andata
| Arbitro: | Pérez |

|                           |           |              |
| Dani Aquino 48’ Keita 65’ | Marcatori | 34’ de Tomás |

| Arbitro: | Caucelo |

|               |           |                               |
| Markkanen 33’ | Marcatori | 29’ Edu Payá 62’ Pedro Astray |

| Arbitro: | Santos |

|              |           |  |
| San José 49’ | Marcatori |  |

| Arbitro: | Fernández |

|                                      |           |              |
| Burgui 1’ de Tomás 80’ Medrán 90'+4’ | Marcatori | 51’ Iglesias |

| Arbitro: | Lixandru |

|              |           |  |
| Williams 89’ | Marcatori |  |

| Arbitro: | Fernández |

|  |           |                                    |
|  | Marcatori | 2’ (rig.), 80’ Orbegozo 74’ Blanco |

| Arbitro: | Galech |

|  |           |                   |
|  | Marcatori | 55’ (rig.) Medrán |

| Arbitro: | Fernández |

|                                      |           |             |
| Medrán 9’ Narváez 36’ Aguza 51’, 75’ | Marcatori | 55’ Abasolo |

| Socuéllamos 19 ottobre 2014, ore 12:15 9ª giornata | Socuéllamos | 0 – 0 referto | Real M. Castilla | Estadio Paquito Jiménez\| Arbitro: \| Carbonell \| |
| Arbitro:                                           | Carbonell   |               |                  |                                                    |

| Arbitro: | Ripoll |

|            |           |  |
| Medrán 65’ | Marcatori |  |

| Arbitro: | Ripoll |

|                                               |           |                  |
| de Tomás 72’, 87’ Medrán 79’ (rig.) Aguza 85’ | Marcatori | 26’ (aut.) Derik |

| Arbitro: | Carbonell |

|                           |           |                            |
| Artiles 25’ Hernández 32’ | Marcatori | 47’ de Tomás 88’ Benavente |

| Arbitro: | Domínguez |

|                       |           |                |
| Jiménez 7’ Burgui 65’ | Marcatori | 17’ Óscar Vega |

| Arbitro: | Carbonell |

|                       |           |             |
| Apesteguía 36’ (rig.) | Marcatori | 21’ Jiménez |

| Arbitro: | Collado |

|  |           |                |
|  | Marcatori | 23’ Goikoetxea |

| Arbitro: | Ruiz |

|  |           |                               |
|  | Marcatori | 67’ Noblejas 90'+4’ Benavente |

| Arbitro: | Pinto |

|                                 |           |               |
| Torró 3’ de Tomás 72’ Muñoz 75’ | Marcatori | 71’ Hernández |

| Guadalajara 20 dicembre 2014, ore 18:00 18ª giornata | Guadalajara | 0 – 0 referto | Real M. Castilla | Estadio Pedro Escartín\| Arbitro: \| Varón \| |
| Arbitro:                                             | Varón       |               |                  |                                               |

| Arbitro: | Peña |

|                                           |           |              |
| Burgui 22’ Markkanen 43’ Jiménez 54’, 67’ | Marcatori | 27’ Eizmendi |

#### Girone di ritorno
| Arbitro: | Hernández |

|                                            |           |                        |
| Jiménez 8’, 31’ de Tomás 28’ Benavente 90’ | Marcatori | 18’ Monsalve 41’ Ramos |

| Arbitro: | Villa |

|  |           |                   |
|  | Marcatori | 87’ (rig.) Burgui |

| Arbitro: | Mariscal |

|                             |           |  |
| Narváez 77’, 81’ Burgui 88’ | Marcatori |  |

| Alcorcón 1º febbraio 2015, ore 11:30 23ª giornata | Trival Valderas | 0 – 0 referto | Real M. Castilla | Estadio La Canaleja\| Arbitro: \| Ávalos \| |
| Arbitro:                                          | Ávalos          |               |                  |                                             |

| Arbitro: | Nicolás |

|                                     |           |                     |
| Magdaleno 16’ (aut.) Gil 60’ (aut.) | Marcatori | 13’, 80’ Santamaría |

| Arbitro: | Barbeira |

|             |           |            |
| Orbegozo 8’ | Marcatori | 26’ Burgui |

| Arbitro: | Sánchez |

|                                                  |           |  |
| Ødegaard 7’ Varela 40’ Mariano 86’ Medrán 90'+2’ | Marcatori |  |

| Arbitro: | Hernández |

|               |           |  |
| Yurrebaso 69’ | Marcatori |  |

| Arbitro: | Jaime Ruiz |

|  |           |                                |
|  | Marcatori | 18’ Pelegrina 60’ (rig.) Ocaña |

| Arbitro: | Hernández |

|                                 |           |  |
| Camacho 44’ (rig.) del Pino 70’ | Marcatori |  |

| Arbitro: | Escriche |

|                          |           |                |
| León 5’ (aut.) Barca 82’ | Marcatori | 9’ D. Llorente |

| Arbitro: | Jaime Ruiz |

|                                                |           |               |
| Muñoz 14’, 55’ Jiménez 73’ Mariano 81’, 90'+3’ | Marcatori | 75’ Rodríguez |

| Arbitro: | Melgares |

|  |           |               |
|  | Marcatori | 72’, 78’ Díaz |

| Arbitro: | Cadenas |

|            |           |                  |
| Burgui 76’ | Marcatori | 25’ Álex Sánchez |

| Arbitro: | Milla |

|                                           |           |                              |
| Galán 4’ (rig.), 77’ (rig.) Domínguez 27’ | Marcatori | 21’ (aut.) Esnaola 57’ Aguza |

| Arbitro: | Navarro |

|                             |           |                          |
| Mayoral 58’ D. Llorente 69’ | Marcatori | 44’, 65’ Nacho Rodríguez |

| Arbitro: | Cid |

|              |           |  |
| Oiartzun 34’ | Marcatori |  |